# Дунай (Буда-Кошелёвский район)
Дунай (бел. Дунай) — посёлок в Кривском сельсовете Буда-Кошелёвского района Гомельской области Белоруссии.

## География

### Расположение
В 24 км на юго-запад от районного центра и железнодорожной станции Буда-Кошелёвская (на линии Жлобин — Гомель), 26 км от Гомеля.

## Транспортная сеть
Рядом автодорога Жлобин — Гомель. Планировка состоит из короткой прямолинейной улицы, застроенной двусторонне деревянными домами усадебного типа.

## История
По письменным источникам известен с конца XIX века как селение в Телешовской волости Гомельского уезда Могилёвской губернии. В 1870 году помещик имел здесь 1000 десятин земли. По переписи 1897 года фольварк Дунай (он же Бубновка).
В 1926 году находился почтовый пункт. В 1930 году жители деревни вступили в колхоз. Во время Великой Отечественной войны оккупанты сожгли 15 дворов. На фронтах погибли 12 жителей деревни. В 1959 году в составе колхоза имени М. И. Калинина (центр — деревня Ивольск).
До 16 декабря 2009 года в составе Ивольского сельсовета.

## Население

### Численность
- 2004 год — І9 дворов, 26 жителей.

### Динамика
- 1897 год — 5 дворов, 30 жителей (согласно переписи).
- 1926 год — 15 дворов, 58 жителей.
- 1940 год — 39 дворов, 139 жителей.
- 1959 год — 103 жителя (согласно переписи).
- 2004 год — І9 дворов, 26 жителей.